# Manna
Manna, sau Mannai, primul stat antic de pe teritoriul Azerbaidjanului istoric, situat în Azerbaidjanul de Sud (sec.IX-VII î.Hr.)

## Formarea statului
Pericolul invaziilor din partea vecinilor de temut, în primul rând din partea asirienilor, a făcut ca triburile din zona lacului Urmia să se unească. Încă din a doua jumătate a sec. IX î.e.n. a început să se formeze regatul Manna, fiind prima formațiune statală mare pe teritoriul Azerbaidjanului. Populația din Manna era preponderent sedentară. Capitala regatului Manna a fost o perioadă îndelungată orașul-cetate Izirtu (Zirta). În cadrul acestui regat a avut loc procesul consolidării etnice: conducătorii regatului Manna s-au ocupat nu numai de recucerirea pământurilor ocupate, dar și de unirea într-un stat unitar a populației împrăștiată în diferite regiuni.
În anii 20 sec. IX î.e.n. Manna deja ocupa o parte însemnată din teritoriul Urmia. Puterea suveranului era destul de mare, deși se limita la diverse organe din societatea gentilică. În Manna exista aristocrația influentă – gentilică și militară; deja au apărut aici contradicții sociale adânci, se ducea lupta atât în interiorul clasei dominante cât și între conducătorii de la vârf și păturile largi sociale. Formarea și consolidarea statului Manna a avut loc în condițiile luptei îndârjite împotriva incursiunilor permanente ale împăraților asirieni și Urartului vecin.

## Între Asiria și Urartu
O luptă îndârjită pentru posedarea raionului Urmia a izbucnit între cele două state puternice, Asiria și Urartu la sfârșitul sec. IX- începutul sec. VIII î.e.n. În timpul domniei lui Menua, suveranul Urartului, si fiului acestuia, Arghiști, urarții au construit numeroase cetăți pe teritoriul Manna și în regiunile învecinate din Azerbaidjanul de Sud,. Cu toate pierderile însemnate în urma războaielor cu Urartu, Manna a continuat luptele. Folosindu-se de lupta dintre Asiria și Urartu din anii 40-30 sec. VIII î.e.n., Manna și-a extins teritoriul.

## Invazia proto-iranienilor
În primele secole ale mileniului I î.e.n., un rol important în viața din regiune au început sa-l joace triburile iraniene venite din stepele sudice rusești, care au năvălit aici, probabil, la granița dintre mileniile II și I î.e.n. Manna și-a extins într-o măsură însemnată posesiunile în perioada suveranului Ahșeri (care a condus țara până în anii 50 sec. VII î.e.n.). Cu conducătorul Mannei s-au răfuit atât urarții cât și asirieni. Totuși înflorirea ținutului Manna nu a durat mult timp. Războiul fără succes a înăsprit și mai mult situația tensionată din țară. A izbucnit răscoala care s-a încheiat cu moartea suveranului Ahșeri. Ualli, cel care i-a urmat la tron, a trecut de partea asirilor și Manna a fost alături de asiri în lupta împotriva midienilor. Ultima mărturie despre Manna din cunoscuta „Cronică Ghedda” se referă la anul 616 î.e..n. Extinzându-și puterea asupra teritoriilor cucerite, aceștia au introdus limba lor în rândul populației locale. Acest proces a fost însoțit de modificări în modul de viață, în arta militară, structura socială, instituțiile politice și religia aborigenilor. Acest proces s-a intensificat in deosebi odată cu cucerirea teritoriului Manna de către medieni. Uniunea tribală a mezilor, judecând după mărturiile scrise asirieni, începând cu a doua jumătate a sec. IX î.e.n., s-a amplasat în principal în afara granițelor teritoriului din Azerbaidjanul de Sud. Numai o parte neînsemnată a acestuia era ocupată de regiunile din ținuturile estice din partea de sud a Azerbaidjanului.